# Aeroportul Payson
Aeroportul Payson (IATA: PJB, ICAO: KPAN, FAA LID: PAN) este un aeroport din Arizona, Statele Unite ale Americii. Aeroportul a fost tranzitat în 2019 de 2 pasageri.
Situat la o altitudine de 1.572 m, aeroportul dispune de 1 pistă.

## Infrastructură

### Piste
Aeroportul dispune de o singură pistă. Pista 06/24 are suprafața de asfalt și dimensiunile 5.504 picioare × 75 picioare. 